# المويح (ينقل)
المويح منطقة سكنية تقع في ولاية ينقل، التابعة لمحافظة الظاهرة في سلطنة عمان. يقدر عدد سكانها بـ 9 نسمة حسب إحصاء عام 2010 التابع للمركز الوطني للإحصاء والمعلومات الحكومي. رمز المنطقة هو 100230040.

## الوصلات الخارجية
- المركز الوطني للإحصاء والمعلومات، سلطنة عمان